# 開星中學校及高等學校
開星中學校及高等學校是位於日本島根縣松江市西津田地區的私立完全中學。
其棒球部自1990年代起成為島根縣的常勝軍，曾多次代表島根縣參加全國高等學校棒球錦標賽（夏季甲子園）或被選入選拔高等學校棒球大會（春季甲子園），其中參加夏季甲子園已累積超過十次。

## 歷史
學校的前身為1924年由大多和音吉、大多和タカ夫妻在島根縣松江市所創辦的「松江縫紉機裁縫女學院」，1928年更名為「松江洋裁女學校」，1945年更名為「松江被服專修女學校」，1946年更名為「松江高等實践女學校」。
1948年配合日本的學制改革更名為「松江家政高等學校」，1977年更名為「松江第一高等學校」，並於1978年開始招收男性學生。1994年開辦中學校，同時更名為「開星中學校及開星高等學校」。